# Limba ewe
Ewe (Èʋe sau Èʋegbe [èβeɡ͡be])  este o limbă nigero-congoleză vorbită în partea sud-estică a statului Ghana și sudică a statului Togo de mai mult de trei milioane de oameni.  Ca majoritatea limbilor africane, ewe este o limbă tonală. 